# Taurisc (pintor)
Taurisc  (en llatí Tauriscus, en grec antic Ταυρίσκος) fou un pintor grec.
En parla Plini el Vell entre els artistes que van ser primis proximi (propers als primers [escultors]). Entre les seves obres menciona un Discobolus, una Clytaemnestra, Paniscus, Polynices regnum repetens i Capaneus. El Polynices i el Capaneus segurament formaven part d'una composició que representava la batalla dels set cabdills contra Tebes.